# Есташ Дешан
Есташ Дешан (фр. Eustache Deschamps; 1340 — 1406) — середньовічний французький поет.

## Життєпис
Походив з дрібного шампанського шляхетського роду Морель. Народився 1340 року у м. Вертю. Навчався у 1358—1366 роках на правника в Орлеанському університеті. Замолоду також навчався мистецтву поезії в лицаря-трувера Гійома де Машо.
У 1366—1370 роках був судовим присяжним Джан Галеаццо Вісконті, графа Вертю. В цей час одружився. Потім поступив на королівську службу зброєносцем. У складі королівських посольств відвідав Ломбардію та Брюгге у Фландрії. Між 1372 та 1375 роками рішенням короля Карла V стає брамним охоронцем королівського палацу (зберігав посаду до 1396 року).
1375 року перейшов на службу до герцога Філіппа Орлеанського, який призначив Есташа бальї графства Валуа. Після смерті свого сеньйора залишався на службі удови Філіппа — герцогині Бланш до 1380 року.
1381 року Есташа Дешана було призначено шателеном замку Фім. 1382 року очолив лепрозорій в Вертю. У 1384 році за дорученням короля Карла VI він вирушив для огляду фортець Пікардії. 1388 року отримав 400 франків для відбудови маєтку де Шамп. Того ж року стає зброєносцем герцога Людовика Орлеанського. 1389 року призначено бальї Санліса. Тепер він титулувався Есташ Дешан діт Морель, сеньйор Барбонваля.
1392 року призначено радником і камергером Людовика Орлеанського. 1393 року останній призначив Дешана головою герцогських вод і лісів в Шампані та Брі. 1396 року супроводжував герцога до Нормандії, а 1397 року — до Богемії. 1400 року залишив службу при королівському дворі. 1404 року мусив поступитися посадою бальї Санліса на користь посади митаря. Помер 1406 року.

## Творчість
У його доробку близько 80 тис. віршів, більшість з яких міститься в 1175 баладах. Здебільшого Дешан виступає як мораліст і сатирик. Вірші часто є римованим щоденником, де містяться важливі історичні факти.
Сатирою на двір короля Карла VI є велика поема «Несправжній лев». Дешан був затятим ворогом Англії. Одна його балада, яка передвіщає загибель цієї держави, славилася ще в XVI столітті.
У «Любовному ле» зустріч в поєднанні зі сновидінням охоплює міфологічне бачення, що включає байку про Андрогіна, скарги Любові на вади світу, різні історичні алюзії та завершується пробудженням.
Питання шлюбу, місця жінки порушує в незакінченій поемі «Свічадо шлюбу», що містить 13 тис. віршів. Поему створено на основі латинського трактату Гуго Фуіллу.
У його доробку також три прозових твори. Найцікавішим є «Мистецтво поезії», подається розповідь про сім вільних мистецтв і ґрунтовний аналіз усіх популярних на той час твердих і строфічних форм французької поезії.

## Родина
Дружина — невідома.
Діти:
- Лоран
- Жилбер
- донька (1376 — після 1393), дружина Рено де Пасі